# Franca
Franca este un oraș în São Paulo (SP), Brazilia.